# Katherina Reiche

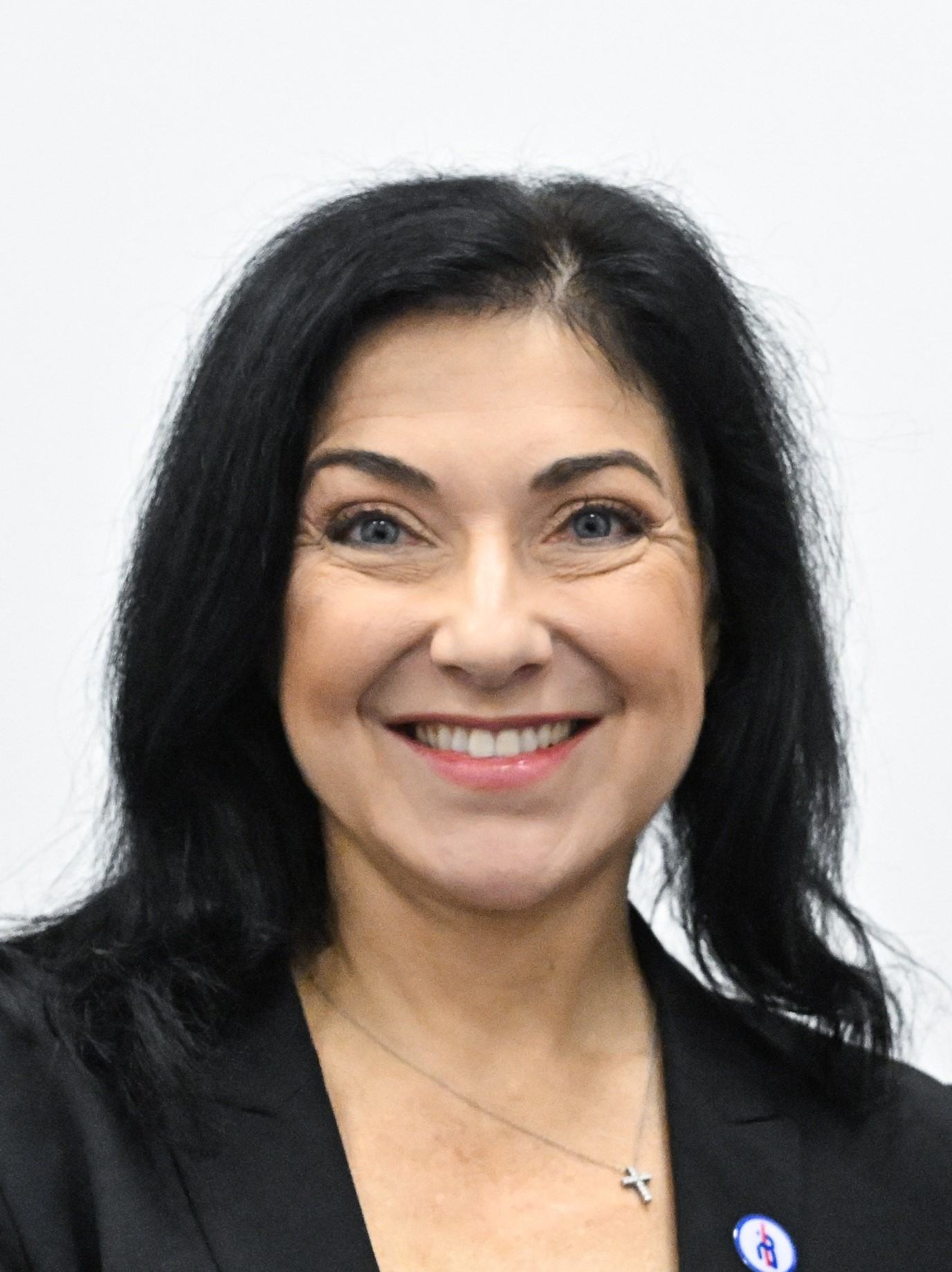
Katherina Reiche (2025)

Katherina Birgitt Reiche (* 16. Juli 1973 in Luckenwalde) ist eine deutsche Politikerin (CDU), Lobbyistin und Managerin. Sie ist seit dem 6. Mai 2025 Bundesministerin für Wirtschaft und Energie im Kabinett Merz.
Von 1998 bis 2015 war sie Mitglied des Deutschen Bundestages, von 2005 bis 2009 eine der stellvertretenden Vorsitzenden der CDU/CSU-Bundestagsfraktion. Von 2009 bis 2013 war sie Parlamentarische Staatssekretärin beim Bundesminister für Umwelt, Naturschutz und Reaktorsicherheit und von 2013 bis 2015 Parlamentarische Staatssekretärin beim Bundesminister für Verkehr und digitale Infrastruktur. Im September 2015 verzichtete sie auf ihr Bundestagsmandat.
Nach ihrem Ausscheiden aus dem Deutschen Bundestag arbeitete Reiche als Hauptgeschäftsführerin beim Verband kommunaler Unternehmen (VKU) und als Vorsitzende der Geschäftsführung von Westenergie. Seit Juni 2020 ist sie Vorsitzende des Nationalen Wasserstoffrates der Bundesregierung.

## Ausbildung
Nach dem Abitur 1992 am Gymnasium Luckenwalde absolvierte Reiche ein Chemiestudium an der Universität Potsdam, an der Clarkson University (Bundesstaat New York, USA) und der Universität Turku (Finnland), das sie 1997 als Diplom-Chemikerin beendete. Im Anschluss an ihr Studium war Reiche bis 1998 als wissenschaftliche Mitarbeiterin an der Universität Potsdam tätig.

## In der Partei
1992 gehörte Reiche zu den Gründungsmitgliedern des RCDS an der Universität Potsdam und wurde im selben Jahr auch Mitglied der Jungen Union und Mitglied im Landesvorstand der Jungen Union Brandenburg. Seit 1996 ist sie auch Mitglied der CDU. Reiche gehörte von 2001 bis 2015 dem Landesvorstand der CDU in Brandenburg an. Von 2000 bis 2010 und erneut von 2014 bis 2016 gehörte sie dem CDU-Bundesvorstand als Beisitzerin an.

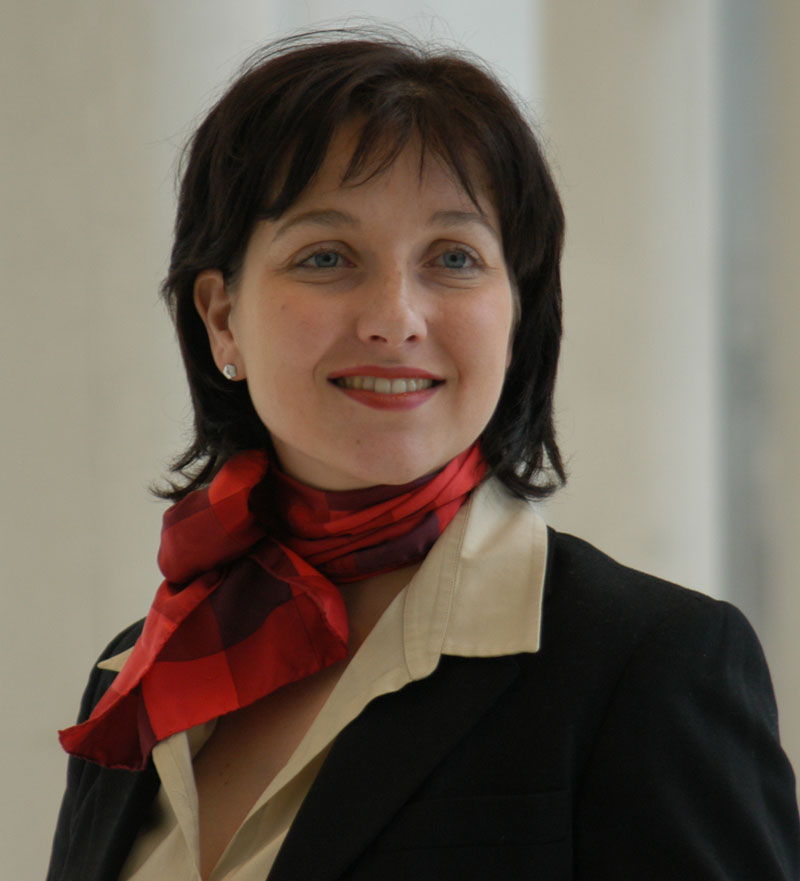
Katherina Reiche (2002)

Im Wahlkampf zur Bundestagswahl 2002 wurde sie von Edmund Stoiber in sein Wahlkampfteam als Expertin für Frauen-, Jugend- und Familienpolitik berufen. Diese Nominierung wurde von konservativen Kreisen und seitens der katholischen Kirche kritisiert. Der Grund hierfür waren einerseits Katherina Reiches Haltung zu bioethischen Fragen wie der embryonalen Stammzellforschung, andererseits ihr Familienstand: sie erwartete als unverheiratete Frau ihr zweites Kind. Die Deutsche Bischofskonferenz intervenierte bei der CDU/CSU-Führung und erwog, in einem Hirtenbrief ihre familienpolitischen Vorstellungen von jener der Union abzugrenzen.
Sie war Vorsitzende der Frauen-Union im Kreisverband Potsdam-Mittelmark und Vorstandsmitglied des Kreisverbandes der CDU Potsdam-Mittelmark. Nachdem im Nachbarverband Potsdam der dortige Kreisvorsitzende Wieland Niekisch nach massivem parteiinternem Druck von seinem Amt zurückgetreten war, entschied sich Reiche, in den Kreisverband der CDU Potsdam zu wechseln und sich auf dem Kreisparteitag am 8. Juli 2008 für den Kreisvorsitz zu bewerben. Damit kam es zu einer Kampfkandidatur zwischen Reiche und dem vom Kreisverband bereits nominierten Hans-Wilhelm Dünn, die Reiche mit 152 zu 129 Stimmen für sich entschied. Im Herbst 2009 wurde sie ohne Gegenkandidaten im Amt bestätigt.
Während der Koalitionsabsprachen zwischen CDU/CSU und FDP nach der Bundestagswahl 2009 vereinbarten die Koalitionäre, Reiche zur Parlamentarischen Staatssekretärin im Bundesumweltministerium zu berufen.
Bei der Neuwahl des Kreisvorsitzes der CDU Potsdam trat überraschend der Unternehmer und ehemalige Profi-Wasserballer Andreas Ehrl gegen Katherina Reiche an. Am 1. April 2011 konnte sich Reiche auf dem Kreisparteitag mit 97 zu 91 Stimmen knapp gegen Ehrl durchsetzen. In den Augen vieler Mitglieder war es Reiche nicht ausreichend geglückt, den stark zerstrittenen Kreisverband zu einen.
Am 22. März 2013 wählten die Mitglieder der CDU Potsdam Reiche mit einem Ergebnis von 73 Prozent erneut zur Kreisvorsitzenden. Mit 82,19 Prozent der Stimmen wurde Reiche am 2. September 2014 zum vierten Mal zur Kreisvorsitzenden der CDU Potsdam gewählt.
Nach ihrem Rücktritt von ihrem Bundestagsmandat trat sie am 9. September 2015 auch vom Vorsitz der CDU Potsdam zurück. Zu ihrem Nachfolger wurde Steeven Bretz gewählt.

## Abgeordnete

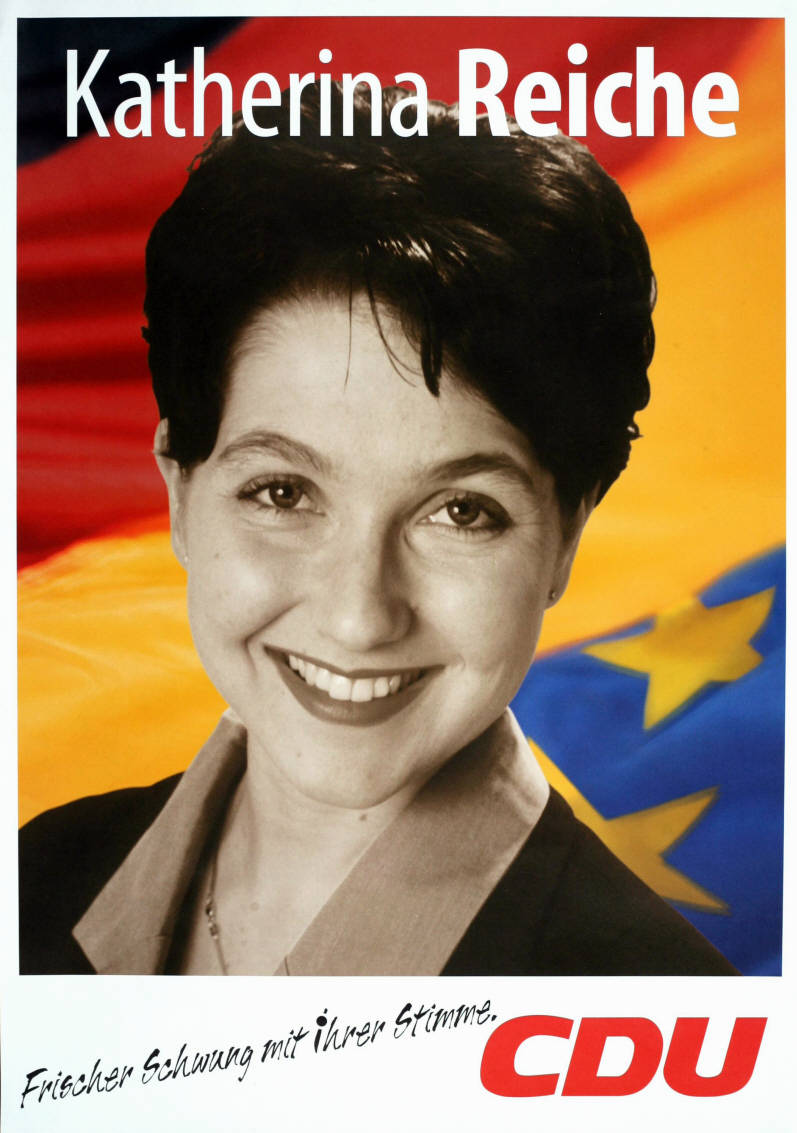
Kandidatenplakat zur Bundestagswahl 1998

Von 1998 bis 2015 war Katherina Reiche Mitglied des Deutschen Bundestages. Hier war sie von 2002 bis 2005 Vorsitzende der Arbeitsgruppe Bildung und Forschung der CDU/CSU-Bundestagsfraktion.
Am 29. November 2005 wurde sie zur stellvertretenden Fraktionsvorsitzenden für die Bereiche Bildung und Forschung, sowie Umwelt, Naturschutz und Reaktorsicherheit gewählt.
Bei der Bundestagswahl 2013 kandidierte sie für die CDU im Wahlkreis 61 in Brandenburg. Bei der CDU-Aufstellungsversammlung setzte sie sich im Oktober 2012 mit 223 zu 184 Stimmen gegen die kurz zuvor als Partei- und Fraktionsvorsitzende zurückgetretene Saskia Ludwig durch. Aufgrund der großen Beteiligung wurden zunächst ausschließlich CDU-Mitglieder in den Versammlungsraum eingelassen, die Pressevertreter durften dagegen nicht teilnehmen. Da den Journalisten von Tageszeitungen, Rundfunk- und TV-Sendern sowie Nachrichtenagenturen lediglich in einem Nebenraum die Veranstaltung übertragen wurde, ohne sich einen eigenen Eindruck machen zu können, sprachen Medienvertreter von Pressezensur.
Bei der Bundestagswahl am 22. September 2013 gewann Katherina Reiche ihren Wahlkreis direkt (32,6 Prozent der Erststimmen). Reiche gewann dabei gegenüber 2009 rund 18.000 Erststimmen hinzu.
Nachdem Reiche seit 22. Oktober 2013 die Funktion der parlamentarischen Staatssekretärin beim Bundesminister für Verkehr und digitale Infrastruktur geschäftsführend wahrgenommen hatte, wurde ihr das Amt am 17. Dezember 2013 offiziell übertragen. Anfang Februar 2015 wurde bekannt, dass Reiche in die Wirtschaft wechseln will. Mit Ablauf des 4. September 2015 schied sie aus dem Bundestag aus. Das Bundestagsmandat wurde nicht wieder besetzt, da Andrea Voßhoff als einzig verbliebene Nachrückerin der brandenburgischen CDU-Landesliste dieses nicht annahm (ein Bundestagsmandat wäre mit ihrer Tätigkeit als Bundesdatenschutzbeauftragte nicht vereinbar).

### Zur Kernenergie
Reiche verteidigte im Einklang mit der CDU-Parteilinie jahrelang die Kernenergie: Unter anderem erklärte sie wiederholt, Kernenergie sei CO2-frei, sie trage circa 30 Prozent zur Stromproduktion bei und sei daher nicht so leicht zu ersetzen. Im Jahr 2006 stellte Reiche Teile des Koalitionsvertrages in Frage, in dem sich Union und SPD 2005 darauf geeinigt hatten, dass der Ausstiegs-Beschluss von 2000 („Atomkonsens“) Bestand haben sollte. Reiche sagte, der Koalitionsvertrag sei „keine Aufforderung für ein Denkverbot [...] Ohne längere Laufzeiten stehen wir vor der Wahl neue fossile Kraftwerke zu bauen, was den Klimaschutzzielen zuwiderläuft.“ Im gleichen Zusammenhang sagte sie 2006, die erneuerbaren Energien seien noch nicht auf dem Stand der traditionellen Energien und noch nicht so wirtschaftlich; und sprach sich für eine Verlängerung der Laufzeiten aus. Zu dieser kam es im Herbst 2010 unter der neuen Regierung mit der FDP tatsächlich. Jedoch revidierte nur wenige Monate später die Bundeskanzlerin Angela Merkel am Tag nach dem Beginn der Nuklearkatastrophe von Fukushima ihre Atompolitik und leitete den erneuten Atomausstieg ein, der die sofortige und endgültige Stilllegung von acht der 17 damals betriebenen Atomkraftwerke in Deutschland implizierte.
Reiche forderte wiederholt Gorleben als Standort für ein Endlager. Unter anderem erklärte sie, die Schachtanlage Asse sei von 1909 bis 1964 als Salzbergwerk genutzt worden und deshalb löchrig, der Salzstock in Gorleben sei intakt. Im Jahr 2009 erklärte sie die Blockade Gorlebens sei „politisch motiviert“, im Falle eines Wahlsiegs könnte die Union die Erkundung wieder aufnehmen. Im Februar 2009 forderte Reiche ein Nachdenken über den Bau neuer Kernkraftwerke in Deutschland. Sie beteiligte sich aktiv an der Diskussion um die Laufzeitverlängerung deutscher Kernkraftwerke und stimmte im Herbst 2010 für diese.

### Zur Gentechnik
Nachdem im Jahr 2005 das Bundesverbraucherministerium unter anderem dem Forscher Joachim Schiemann Fördermittel für ein Projekt zur biologischen Sicherheit transgener Pflanzen verweigert hatte, erklärte Reiche, Wissenschaftler würden Forschungsverbot erhalten und mundtot gemacht. Die Grüne Gentechnik würde ausgetrocknet und solle am langen, ausgestreckten Arm der Ministerin Renate Künast verhungern. Hierbei zog Reiche Parallelen zur Verfolgung von Wissenschaftlern während des Stalinismus. Im gleichen Jahr bezeichnete Reiche militante Gentechnikgegner als „Bioterroristen“ und prangerte deren angebliche Duldung durch die rot-grüne Regierung als Skandal an, weil sie die Gentechnik behindere und mit Zukunftsängsten Wahlkampf machen wolle. Weiterhin sprach sie sich ausdrücklich für die Nutzung der Gentechnik in der Landwirtschaft („Grüne Gentechnik“) aus. Reiche erklärte in diesem Zusammenhang: „Deutschland muss endlich die Chance ergreifen und in die Zukunftsbranchen einsteigen, damit es in unserem Land wieder aufwärts geht. Weltweit werden schon rund 80 Mio. Hektar gentechnisch gezüchteter Sorten angebaut, ohne dass ein Sicherheitsrisiko oder Schäden aufgetreten wären. Die weltweiten Erfahrungen und auch der im letzten Jahr in Deutschland durchgeführte Erprobungsanbau zeigen, dass ein ungestörtes Nebeneinander von konventionellem, ökologischem und gentechnischem Anbau möglich ist.“ Sie forderte, das Gentechnikgesetz zu liberalisieren.

### Zur eingetragenen Lebenspartnerschaft
Im Juli 2002 erklärte Reiche, sie unterstütze die Klage der unionsgeführten Länder Bayern, Sachsen und Thüringen gegen das Lebenspartnerschaftsgesetz, weil es nicht dem Familienbild der Union entspreche. Das am 1. August 2001 in Kraft getretene Gesetz sei ein „Angriff auf Ehe und Familie“ und gehe „weit über das hinaus, was ich bereit wäre zu regeln“.
Im August 2012 sprach sich Reiche in der BILD entschieden gegen die Idee aus, die eingetragene Lebenspartnerschaft mit der Ehe gleichzustellen. Sie erklärte in diesem Zusammenhang: „Unsere Zukunft liegt in der Hand der Familien, nicht in gleichgeschlechtlichen Lebensgemeinschaften […] Neben der Euro-Krise ist die demografische Entwicklung die größte Bedrohung unseres Wohlstands.“ Nur weil die Ehe von Mann und Frau für einige an Bedeutung verloren habe, dürfe man sie als Lebensentwurf nicht grundsätzlich in Frage stellen. Die Union müsse ganz klar sagen, dass sie auf Familie, Kinder, Ehe setzt. Die Gesellschaft werde nicht von kleinen Gruppen zusammengehalten, sondern von der stabilen Mitte. Für Reiche steht fest: „Gleichgeschlechtliche Partnerschaften dürfen nicht diskriminiert werden. Nur wird keiner diskriminiert, wenn das Lebensmodell, das den Erhalt unserer Gesellschaft garantiert, besonders geschützt und gefördert wird.“ Reiches Aussagen führten zu scharfen Reaktionen seitens der Opposition, einiger Unions-Mitglieder und in den Medien. Unter anderem nahm sie ihre Facebook-Seite vorübergehend vom Netz.

### Rentenpolitik und Kontroverse (2025)
Im Juli 2025 forderte Katherina Reiche eine längere Lebensarbeitszeit sowie mehr Eigenverantwortung bei der Altersvorsorge und begründete dies mit dem demografischen Wandel und steigender Lebenserwartung. Die SPD bezeichnete den Vorstoß als „fern der Lebensrealität“, Gewerkschaften und Sozialverbände warnten vor Rentenkürzung durch die Hintertür. Auch Teile der CDU, etwa der CDA‑Vize Christian Bäumler, kritisierten Reiche als „Fehlbesetzung“ und monierten, der Vorschlag sei nicht im Koalitionsvertrag verankert. Reiche verteidigte ihren Kurs mit dem Hinweis, dass längeres Arbeiten notwendig sei und dass Kritik selbst aus CDU‑Kreisen den Reformbedarf nicht infrage stelle. Die Debatte wurde breit medial geführt und war Teil einer größeren Diskussion zur Zukunft der Rentenversicherung in Deutschland.

## Lobby- und Wirtschaftstätigkeit 2015–2025
Von 2015 bis 2019 war sie Hauptgeschäftsführerin beim Verband kommunaler Unternehmen (VKU). Ihre im Februar 2015 erfolgte Wahl beim VKU fachte die Debatte über Karenzzeiten von Politikern weiter an. Am 29. Oktober 2015 wurde sie außerdem zur Präsidentin des Bundesverbands öffentliche Dienstleistungen (BvöD) gewählt.
Im September 2019 gab der Energiekonzern E.ON bekannt, dass Katherina Reiche für den Vorsitz der Geschäftsführung der innogy-Tochter innogy Westenergie GmbH vorgesehen ist, den sie vom 1. Januar 2020 bis zu ihrem Wechsel in das Bundeswirtschaftsministerium innehatte. Seit Juni 2020 ist sie Vorsitzende des Nationalen Wasserstoffrates der Bundesregierung.

## Wirtschaftsministerin
Nach der Bundestagswahl 2025 wurde Reiche am 28. April als designierte Bundesministerin für Wirtschaft und Energie im Kabinett Merz vorgestellt. Ihre Ernennung erfolgte nach der Wahl von Friedrich Merz zum Bundeskanzler am 6. Mai 2025.

## Privates
Katherina Reiches Großvater Helmut Schulze legte 1946 den Grundstein zum Unternehmen Hesco Kunststoffverarbeitung (Vollverstaatlichung 1972–1990 unter VEB Plastverarbeitung Luckenwalde). Nach der Wende und Reprivatisierung wurden ihre Eltern Klaus und Birgitt Reiche Geschäftsführer.
Nach einer Insolvenz und Neugründung 2003 erhob die Staatsanwaltschaft Anklage gegen Reiches Eltern wegen Insolvenzverschleppung, Untreue und Unterschlagung. Dabei war Katherina Reiche, die bis Mai 2003 9,6 % der Geschäftsanteile gehalten hatte, als Zeugin geladen.
Katherina Reiche heiratete 2003 ihren damaligen Lebensgefährten, den CDU-Politiker Sven Petke. Mit ihm hat sie zwei Töchter (* 1999, * 2002) und einen Sohn (* 2006). Nach gemeinsamen Auftritten wie an Silvester 2023 in Kitzbühel wurde im April 2025 ihre „seit geraumer Zeit“ bestehende Beziehung mit dem früheren Verteidigungs- sowie Wirtschaftsminister Karl-Theodor zu Guttenberg (CSU) durch den gemeinsamen Anwalt Christian Schertz bestätigt.
Reiche ist evangelisch und trägt häufig eine Halskette mit Kreuz.

## Sonstiges Engagement
Als Mitglied einer Elterninitiative hat sich Reiche für die Wiedereröffnung der Katholischen Marienschule in Potsdam eingesetzt. Mit dem „Potsdamer Modell“ unterbreitete Reiche Lösungsvorschläge für den Potsdamer Schulentwicklungsplan.
Reiche setzte sich für die Förderung der Werderaner Bismarckhöhe durch den Bund und für die Sanierung der Teltower Friedhofskapelle ein.
Katherina Reiche war Vorsitzende des MCI Advisory Boards des Management Center Innsbruck und ist seit April 2025 Trägerin einer MCI Ehrenprofessur (Prof. h.c.).

## Auszeichnungen
- 2021: Preisträgerin des Mestemacher-Preises Managerin des Jahres.[64]